# Guillermo Dupaix
Guillermo Dupaix (Vielsam, Província de Luxemburg, Bèlgica, aleshores part del Ducat de Luxemburg, 22 de gener de 1746 - Mèxic, 1818) fou un dels primers antiquaris de les civilitzacions mesoamericanes. Va néixer amb el nom de Guillaume Joseph Dupaix al Ducat de Luxemburg, part del Sacre Imperi, i des d'edat primerenca es va inclinar per les forces armades. Va viure a Espanya fins que el 1790 va aconseguir els favors del rei per viatjar al virregnat de Nova Espanya.
Autor d'una extensa obra arqueològica el millor treball de la qual és «Antiquités Mexicaines. Relation des trois expéditions du Capitaine Dupaix ordonnés el 1805, 1806 et 1807, pour le recherche des antiquités du pays notamment celles de Mitla et de Palenque; acompagnée des dessim de Castañeda», un llibre en tres volums que es va publicar a París, el 1834, enriquit amb il·lustracions de Luciano Castañeda, també destaca entre els seus llibres «Expediciones acerca de los monumentos de la Nueva España, 1805-1808», que no va veure la llum fins que el 1969 va ser editat a Madrid. Va morir el 1818 a la ciutat de Mèxic.
Va ser absolt d'una acusació de deslleialtat al rei d'Espanya el 1808.